# La Cible hurlante

La Cible hurlante (Sitting Target) est un film américano-britannique réalisé par Douglas Hickox, sorti en 1972.

## Synopsis
Le gangster Harry Lomart purge une longue peine de prison. Alors qu'il prépare son évasion avec un autre détenu, Birdy Williams, il apprend l'infidélité de sa femme : enceinte d'un autre homme, elle a décidé de quitter Lomart. Après une spectaculaire évasion, les deux hommes en cavale se lancent à la poursuite de l'épouse infidèle pour la tuer, elle et son amant. Mais les obstacles se dressent et les cadavres s'amassent…

## Fiche technique
- Titre : La Cible hurlante
- Titre original : Sitting Target
- Réalisation : Douglas Hickox
- Scénario : Alexander Jacobs d'après le roman de Laurence Henderson
- Production : Barry J. Kulick, Basil Keys (producteur associé)
- Société de production : Metro-Goldwyn-Mayer British Studios, Peerford Ltd.
- Musique : Stanley Myers
- Photographie : Edward Scaife
- Montage : John Glen
- Décors : John Barry
- Costumes : Emma Porteous
- Pays de production : États-Unis, Grande-Bretagne
- Format : Couleurs - Mono - 35 mm
- Genre : Thriller
- Durée : 93 minutes
- Date de sortie :
  - Royaume-Uni : mai 1972
  - France : 4 décembre 1974
- Film interdit aux moins de 16 ans lors de sa sortie en France

## Distribution
- Oliver Reed (VF : Jean-Claude Balard) : Harry Lomart
- Jill St. John (VF : Marion Loran) : Pat Lomart
- Ian McShane (VF : Bernard Tiphaine) : Birdy Williams
- Edward Woodward (VF : Marc Cassot) : l'inspecteur Milton
- Frank Finlay (VF : Roland Ménard) : Marty Gold
- Freddie Jones (VF : Henri Poirier) : MacNeil
- Jill Townsend (VF : Béatrice Delfe) : Maureen
- Robert Beatty (VF : Jacques Thébault) : le vendeur d'armes
- Tony Beckley (VF : Jean-François Calvé) : Soapy Tucker
- Mike Pratt (VF : Jacques Thébault) : le gardien complice de l'évasion
- Robert Russell : un gardien
- Joe Cahill : un gardien
- Robert Ramsey : le garde du corps
- Susan Shaw : la fille du camion
- June Brown : le voisin de Lomart
- Maggy Maxwell : la mère en colère

## À noter
- « Exemplaire et méconnue réussite, réaliste et sombre, du cinéma policier anglais des années 70 » Cinematheque.fr